# Denis Roux
Denis Roux (Montreuil, 5 november 1961) is een Frans voormalig wielrenner.

## Carrière
Denis Roux was professional van 1984 tot 1992 en boekte in totaal elf overwinningen waaronder één etappe in de Ronde van Spanje in 1990. Hij nam zes keer deel aan de Ronde van Frankrijk met een tiende plaats in 1988 als beste klassering.
Na zijn actieve loopbaan werd hij trainer bij onder andere de Canadese en Franse wielerbond en was hij ploegleider bij Crédit agricole. 
Hij is gehuwd met de Franse skiester Sarah Hemery.

## Erelijst
1983
Tour du Vaucluse
1985
Circuit du Sud-Est
1987
Bergklassement Kellogg's Tour of Britain
1988
Criterium van Castillon-la-Bataille
1990
10e etappe Ronde van Spanje

## Resultaten in voornaamste wedstrijden
| Jaar | Ronde van Italië | Ronde van Frankrijk | Ronde van Spanje |
| ---- | ---------------- | ------------------- | ---------------- |
| 1984 |                  |                     |                  |
| 1985 |                  | 56e                 |                  |
| 1986 |                  |                     | buiten tijd      |
| 1987 |                  | 20e                 |                  |
| 1988 |                  | 10e                 |                  |
| 1989 |                  | opgave              |                  |
| 1990 |                  | 77e                 | 10e (1)          |
| 1991 |                  | 16e                 |                  |

| Jaar | Amstel Gold Race | Luik-Bast.‑Luik | Bretagne Classic |
| ---- | ---------------- | --------------- | ---------------- |
| 1984 |                  | 48e             |                  |
| 1985 |                  |                 |                  |
| 1986 |                  |                 |                  |
| 1987 | 44e              | 23e             |                  |
| 1988 |                  | 31e             |                  |
| 1989 | 52e              | 26e             |                  |
| 1990 |                  | 76e             |                  |
| 1991 | 59e              |                 | 8e               |